# Kultura ballańska
Kultura ballańska – nazwa niniejszej jednostki kulturowej związana jest z nazwą masywu Gabel Silsileh znajdującego się w Górnym Egipcie. Zespół zjawisk kulturowych utożsamianych z omawianą kulturą obejmował swym zasięgiem obszary doliny Nilu. Rozwój owej jednostki kulturowej wyznaczają daty od ok. 15,4 do ok. 14,4 tys. lat temu. Inwentarz kamienny w owej kulturze reprezentowany jest przez zbrojniki geometryczne, do których wytworzenia posługiwano się techniką mikrowiórową. Gospodarka kultury ballańskiej miała charakter mieszany, gdyż poświadczone jest stosowanie przez ludność tej kultury łowiectwa, rybołówstwa i zbieractwa.